# Örebro läns museum
Örebro läns museum är ett länsmuseum för Örebro län, beläget i Örebro. Verksamheten startade 1856 på initiativ av Gabriel Djurklou genom grundandet av Föreningen för Nerikes folkspråk och fornminnen, vilket innebär att den är en av Sveriges äldsta. 

## Bakgrund
Museet har sitt ursprung i en samling som år 1858 endast omfattade 28 föremål. Sedan Herman Hofberg 1873 avgått som föreningens ordförande upphörde verksamheten. 1878 återupplivades den av Carl Stenberg och bytte 1879 namn till Nerikes fornminnesförening. Från 1881 disponerade föreningen lokaler Örebro slotts sydvästra torn för ett fornminnes- och konstmuseum. 29 augusti 1887 öppnades Örebro läns museum med handlaren Alfred Wikström som sin förste intendent.
År 1946 omfattade slottsmuseet följande avdelningar:
- Allmogeavdelningen (första tornvåningen i sydvästra tornet)
- Stadshistoriska avdelningen (andra tornvåningen: Örebrosalen)
- Avdelningen för kyrklig konst (tredje tornvåningen)
- Konstavdelningen (tredje slottsvåningen, södra salen m.fl. rum)
- Konstslöjdsavdelningen (tredje slottsvåningen, östra salen).

## Museibyggnaden
Museibyggnaden, som ritades av arkitekt Nils Tesch, ligger vid Svartån och Örebro slott, och fick sin nuvarande utformning 1963. En av de största tillskyndarna till byggnadens tillkomst var länsantikvarie Bertil Waldén. Museibyggnaden utgörs av en låg centralbyggnad i röd sandsten, flankerad av en rad galleribyggnader som bildar en atriumgård. Museet har, förutom utställningslokaler, konferensytor, en mindre butik och ett café och restaurang. I denna byggnad anordnas de flesta av institutionens utställningar inom lokal kulturhistoria och lokalt förankrad konst, med en samling bildkonst och skulpturer som genom åren blivit allt större.
Utanför museet står statyn Manlig bronstorso (avtäckt 1950) av Britta Nehrman.

## Länsarvet
I Grenadjärstaden, i lokaler som tidigare ingick i regementet I 3, ligger Länsarvet som innehåller mängder med bland annat historiska kartor, fotografier, föremål samt ett bibliotek. Länsarvet bedriver också forskning inom arkeologi och folkliv.

## Externa anläggningar
Örebro läns museum äger och ansvarar för följande externa anläggningar:
- Arbetarmuseet Gråbo
- Kullängsstugan
- Siggebohyttans bergsmansgård